# Arnold Layne (David Gilmour)
„Arnold Layne“ je šestý singl britského kytaristy a zpěváka Davida Gilmoura, člena skupiny Pink Floyd. Singl byl vydán o Vánocích v roce 2006 jako vzpomínka na autora této písně Syda Barretta, který zemřel v červenci téhož roku. V britské hitparádě se umístil nejlépe na 19. místě.
Singl, který byl vydán jak na CD tak i jako vinylová SP deska, obsahuje celkem tři písně, všechny nahrané na koncertech uspořádaných v roce 2006 v rámci turné ke Gilmourovu albu On an Island.
Píseň „Arnold Layne“ (první singl Pink Floyd) se zde nachází ve dvou verzích, ve variantě, kdy ji zpívá hostující David Bowie, a ve verzi od běžného zpěváka této skladby Ricka Wrighta. Obě varianty byly nahrány na koncertech v květnu 2006 v londýnské Royal Albert Hall, ze kterých pochází i DVD Remember That Night. Píseň „Arnold Layne“ ale nebyla na vystoupeních hrána už od začátku turné (první polovina března 2006), poprvé zazněla až na koncertě 17. dubna 2006 v americkém Oaklandu. Poté se již stala běžnou součástí setlistu.
Třetí písní na singlu „Arnold Layne“ je Barrettova sólová skladba „Dark Globe“ z jeho prvního alba The Madcap Laughs, zde zazpívaná Gilmourem. Tato píseň byla hrána pouze na některých koncertech během července a srpna 2006, z nichž také pochází tento záznam.

## Seznam skladeb
1. „Arnold Layne (with David Bowie)“ (Barrett) – 3:30
2. „Arnold Layne (with Rick Wright)“ (Barrett) – 3:23
3. „Dark Globe“ (Barrett) – 2:23